# Avortement au Japon

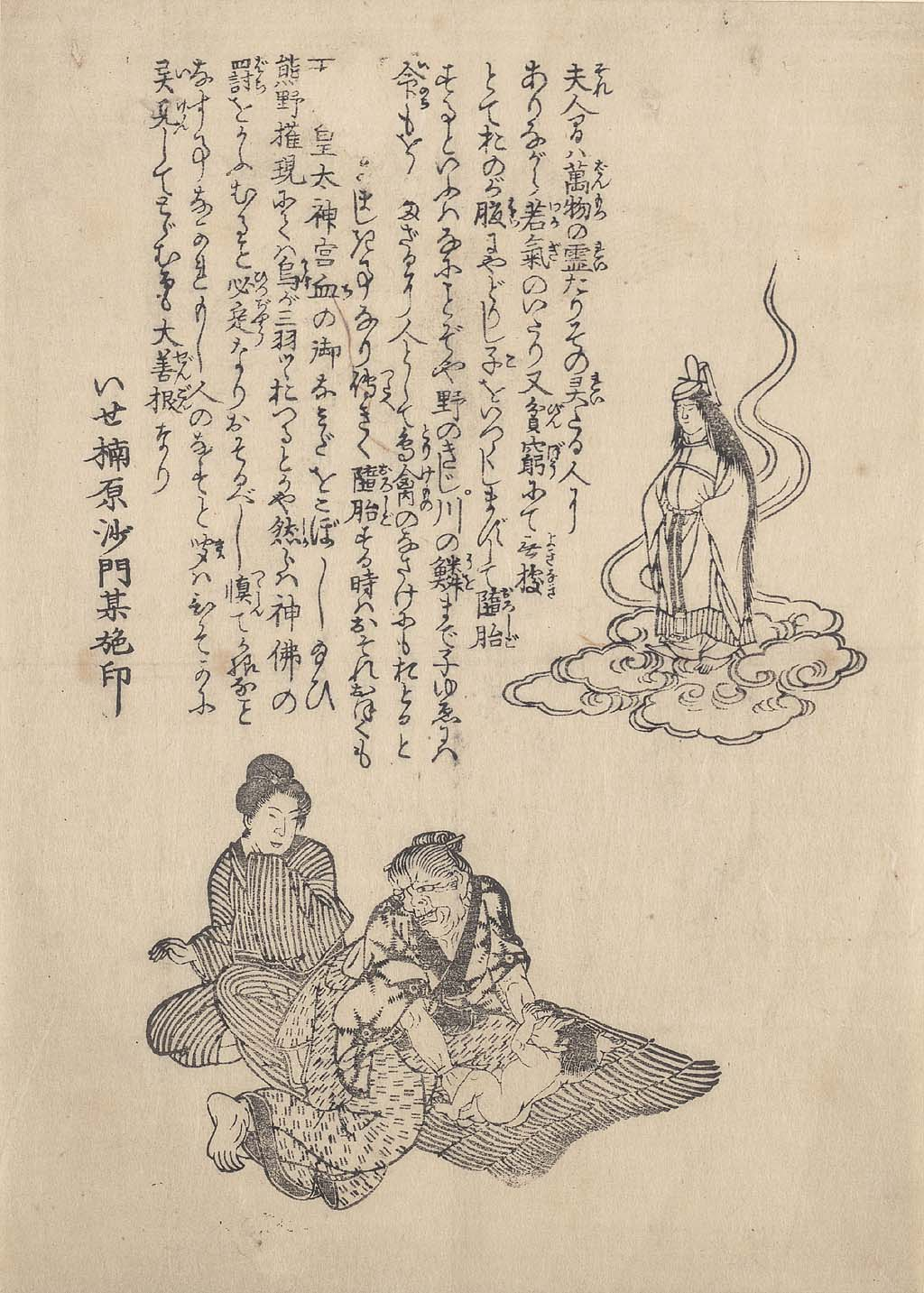
"Avertissement contre l'avortement". Gravure sur bois japonaise Ukiyo-e de la fin du XIXe siècle.

L'avortement au Japon est accessible aux femmes dans des circonstances limitées telles que prévues par la loi, incluant entre autres la mise en danger de la santé de la mère ou des difficultés socio-économiques. Le chapitre XXIX du code pénal japonais rend illégal l'avortement de jure dans le pays, mais les exceptions à cette loi sont suffisamment abondantes pour que l'acte d'avorter soit accepté et pratiqué.
Entre-temps, la loi sur la Protection de la Santé maternelle autorise les médecins agréés à pratiquer l'avortement de la mère et de son éventuel conjoint, si la grossesse résulte d'un viol ou si la poursuite de la grossesse peut mettre gravement en péril la santé de la mère pour des raisons physiques ou économiques. Toute personne choisissant de pratiquer un avortement sans le consentement de la femme s'expose à des sanctions pénales, y compris le corps médical. La loi fixe le délai légal pour recourir à l'avortement à vingt-deux semaines après la conception. 
Aucune substance abortive n'est approuvée au Japon. Les médecins agréés peuvent toutefois choisir d'utiliser des substances abortives importées lorsque les conditions légales nécessaires pour pratiquer un avortement sont réunies. Toute personne tentant d'avorter, en dehors du cadre légal, en utilisant des substances abortives s'expose à des sanctions pénales.
Les pilules contraceptives d'urgence ont été approuvées par le ministère de la Santé, du Travail et des Affaires sociales en 2011 .

## Statistiques
Les statistiques sur l'avortement montrent que le taux d'avortement (le nombre de cas d'avortements pratiqués pour 1000 femmes par an) a augmenté chez les femmes de moins de 20 ans entre 1975 et 1995. Le taux d'avortement est resté le plus élevé au sein des femmes âgées de 40 à 44 ans. Une augmentation du taux d'avortement a été observé dans les deux groupes statistiques les plus jeunes (moins de 20 ans et 20-24 ans), avec une forte aussi pour celles qui sont nées avant 1955 La proportion d'avortements des femmes de moins de 25 ans a augmenté de 30 pour cent entre 1991 et 1995, et une légère augmentation a aussi été observée chez les femmes âgées de 40 à 44 ans.
En 1995, le nombre d'avortements total déclarés était de 343 024, ce qui correspond à une diminution de 49 % par rapport au nombre d'avortements déclarés en 1975. Le nombre d'avortements est passé de 22 à 11 pour 1 000 femmes entre 1975 et 1995; ce qui correspond à 353 et 289 avortements pour 1000 naissances pendant la même période de vingt ans. Dans 99 % des cas, la raison invoquée pour l'avortement était de protéger l'intégrité ou la santé physique de la femme ; ce pourcentage est resté constant pendant ces vingt années.
Cependant ces statistiques officielles publiées par le gouvernement japonais sont susceptibles de manquer de précision car les médecins ont tendance à sous-estimer le nombre d'avortements qu'ils pratiquent pour des raisons fiscales ainsi que pour des raisons de confidentialité en particulier vis-à-vis des mineures.